# Soldadura de hidrógeno atómico
La soldadura de hidrógeno atómico (AHW del inglés atomic hydrogen welding) es un proceso de soldadura por arco que usa un arco eléctrico entre dos electrodos de volframio metálico en una atmósfera protectora de hidrógeno. 

## Características
El proceso fue inventado por Irving Langmuir durante sus estudios sobre hidrógeno atómico. El arco eléctrico rompe eficientemente el enlace del dihidrógeno, cuyos átomos luego se recombinan con tremendos desprendimientos de calor, alcanzando temperaturas de entre 3400 y 4000 °C. Con un soplete oxiacetilénico, la llama de acetileno con oxígeno puro alcanza en condiciones ideales una temperatura adiabática de 3300 °C, produciendo la tercera llama más caliente, después del cianógeno a 4525 °C y el dicianoacetileno a 4987 °C. El dispositivo utilizado en esta soldadura es conocido como soplete de hidrógeno atómico, soplete de hidrógeno naciente o soplete de Langmuir.
El calor producido por este soplete es suficiente para fundir y soldar wolframio, el metal más refractario, cuyo punto de fusión es de 3422 °C. La presencia de hidrógeno actúa como un escudo de gas protege a los metales de la contaminación por carbono, nitrógeno u oxígeno, los cuales podrían dañar severamente las propiedades de muchos metales a altas temperaturas. No es necesario usar fundente en este proceso.
El arco se mantiene estable independientemente de la pieza de trabajo o las partes que se estén soldando. El hidrógeno gaseoso normalmente es diatómico (H2), pero con las temperaturas mayores a 600 °C que hay alrededor del arco, el hidrógeno se disocia hasta su forma atómica, absorbiendo simultáneamente una gran cantidad de calor del arco. Cuando el hidrógeno golpea una superficie relativamente fría (como la zona de soldadura), se recombina en su forma diatómica y rápidamente libera el calor correspondiente a la energía de enlace. La potencia en la soldadura de hidrógeno atómico puede variarse fácilmente cambiando la distancia entre el flujo del arco y la superficie del área de trabajo. Este proceso está siendo reemplazado por la soldadura de arco metálico protegida, principalmente por la disponibilidad de gases inertes económicos.
En la soldadura de hidrógeno atómico, el material de aporte puede usarse o no. En este proceso, el arco es mantenido enteramente independiente del trabajo o de las partes que están siendo soldadas. El trabajo es una parte del circuito eléctrico sólo hasta el punto en que una porción del arco toma contacto con la zona de trabajo, momento en el cual existe un voltaje entre el trabajo y cada electrodo.